# Calcio Como 2009-2010
Questa voce raccoglie le informazioni riguardanti il Calcio Como nelle competizioni ufficiali della stagione 2009-2010.

## Stagione
Nella stagione 2009-2010 il Como ha concorso in tre competizioni ufficiali:
- Lega Pro Prima Divisione: 12º classificato nel girone A.
- Coppa Italia: eliminato nel primo turno dalla SPAL.
- Coppa Italia Lega Pro: eliminato nel secondo turno della prima fase a eliminazione diretta dal Verona.

## Divise e sponsor
Lo sponsor tecnico per la stagione 2009-2010 è Legea, mentre lo sponsor ufficiale è UnionCafé. La prima divisa è una maglia azzurra, la divisa di riserva è bianca, mentre la terza divisa è rossa.
| Da agosto a metà novembre e da aprile | Da agosto a metà novembre e da aprile |      |           | Da metà novembre a inizio aprile | Da metà novembre a inizio aprile | Da metà novembre a inizio aprile |
| Casa                                  | Trasferta                             | Casa | Trasferta | Terza divisa                     |                                  |                                  |

## Organigramma societario
Area direttiva
- Presidente onorario: Gianluca Zambrotta
- Presidente e amministratore unico: Antonio Di Bari
- Vicepresidente: Amilcare Rivetti
- Consiglio direttivo: Stefano Leoni Stefano, Andrea Erba, Fabio Agostinelli, Roberto Marcianesi

Area tecnica
- Allenatore: Stefano Di Chiara (fino al 19 ottobre 2009), Ottavio Strano e Oscar Brevi (dal 20 ottobre 2009)
- Allenatore in seconda: Sandro Fantoni (fino al 19 ottobre 2009)
- Preparatore dei portieri: Ottavio Strano
- Preparatore atletico: Sandro Fantoni (fino al 19 ottobre 2009, Nicholas Townsend (dal 4 novembre 2009)

Area sanitaria
- Responsabile staff sanitario: Paolo Mascetti
- Medico sociale: Alberto Giughello
- Massaggiatore: Nicola Messina

## Rosa
Rosa e ruoli tratti dal sito internet ufficiale della società.
| N. |                    | Ruolo | Calciatore              |
| -- | ------------------ | ----- | ----------------------- |
|    | Italia (bandiera)  | P     | Xavier Folini           |
|    | Italia (bandiera)  | P     | Davide Loffredo         |
|    | Italia (bandiera)  | P     | Enrico Malatesta        |
|    | Italia (bandiera)  | P     | Massimo Zappino         |
|    | Italia (bandiera)  | D     | Fabio Adobati           |
|    | Italia (bandiera)  | D     | Oscar Arnaldo Brevi     |
|    | Italia (bandiera)  | D     | Emanuele Brioschi       |
|    | Italia (bandiera)  | D     | Giovanni Bruno          |
|    | Italia (bandiera)  | D     | Christian Conti         |
|    | Italia (bandiera)  | D     | Michele Franco          |
|    | Italia (bandiera)  | D     | Natale Gonnella         |
|    | Italia (bandiera)  | D     | Cristian Maggioni       |
|    | Camerun (bandiera) | D     | Jean Bindzi Ebila Mbida |
|    | Italia (bandiera)  | D     | Andrea Preite           |
|    | Italia (bandiera)  | D     | Roberto Rudi            |
|    | Italia (bandiera)  | C     | Andrea Ardito           |
|    | Italia (bandiera)  | C     | David Balleri           |
|    | Italia (bandiera)  | C     | Luca Bretti             |
|    | Italia (bandiera)  | C     | Ezio Pietro Brevi       |
|    | Italia (bandiera)  | C     | Pierluigi Camarata      |

| N. |                           | Ruolo | Calciatore                |
| -- | ------------------------- | ----- | ------------------------- |
|    | Italia (bandiera)         | C     | Roberto Goretti           |
|    | RD del Congo (bandiera)   | C     | Patrick Kalambay          |
|    | Italia (bandiera)         | C     | Nicolò Pepe               |
|    | Italia (bandiera)         | C     | Luca Piraccini            |
|    | Italia (bandiera)         | C     | Mattia Porro              |
|    | Italia (bandiera)         | C     | Riccardo Riva             |
|    | Italia (bandiera)         | C     | Stefano Salvi             |
|    | Italia (bandiera)         | C     | Andrea Terraneo           |
|    | Nigeria (bandiera)        | A     | Kolawole Oyelola Agodirin |
|    | Italia (bandiera)         | A     | Luca Blanco               |
|    | Italia (bandiera)         | A     | Giuseppe Cozzolino        |
|    | Italia (bandiera)         | A     | Luca Facchetti            |
|    | Italia (bandiera)         | A     | Alberto Filippini         |
|    | Italia (bandiera)         | A     | Gennaro Fragiello         |
|    | Italia (bandiera)         | A     | Matteo Guazzo             |
|    | Camerun (bandiera)        | A     | Emanuel Robert Maah       |
|    | Costa d'Avorio (bandiera) | A     | Roland Pacôme Ossouho     |
|    | Italia (bandiera)         | A     | Matteo Prandelli          |
|    | Slovenia (bandiera)       | A     | Sanel Sehic               |
|    | Marocco (bandiera)        | A     | Rédouane Zerzouri         |

## Risultati

### Lega Pro Prima Divisione

#### Girone di andata
| Arbitro: | D'Alesio (Forlì) |

|  |           |               |
|  | Marcatori | 65’ Cozzolino |

| Arbitro: | Viti (Campobasso) |

|                   |           |            |
| Franco 58’ (rig.) | Marcatori | 23’ Ebagua |

| Arbitro: | Massa (Imperia) |

|  |           |                             |
|  | Marcatori | 10’ (rig.) Motta 46’ Rubino |

| Viareggio 13 settembre 2009, ore 15:00 CEST 4ª giornata | Viareggio           | 0 – 0 referto | Como | Stadio Torquato Bresciani\| Arbitro: \| Giallanza (Catania) \| |
| Arbitro:                                                | Giallanza (Catania) |               |      |                                                                |

| Arbitro: | Donati (Ravenna) |

|  |           |           |
|  | Marcatori | 23’ Bondi |

| Arbitro: | Ceccarelli (Terni) |

|                              |           |  |
| Chiesa 27’ (rig.) Redomi 34’ | Marcatori |  |

| Alessandria 4 ottobre 2009, ore 15:00 CEST 7ª giornata | Alessandria             | 0 – 0 referto | Como | Stadio Giuseppe Moccagatta\| Arbitro: \| Cafari Panico (Cassino) \| |
| Arbitro:                                               | Cafari Panico (Cassino) |               |      |                                                                     |

| Arbitro: | Liotta (Caltanissetta) |

|            |           |             |
| Guazzo 42’ | Marcatori | 52’ Florean |

| Arbitro: | Di Paolo (Avezzano) |

|            |           |  |
| Melara 75’ | Marcatori |  |

| Como 25 ottobre 2009, ore 14:30 CET 10ª giornata | Como                  | 0 – 0 referto | Arezzo | Stadio Giuseppe Sinigaglia (1.504 spett.)\| Arbitro: \| Di Francesco (Teramo) \| |
| Arbitro:                                         | Di Francesco (Teramo) |               |        |                                                                                  |

| Arbitro: | Pagano (Torre Annunziata) |

|                                |           |  |
| Turchi 41’, 51’ Giacomelli 68’ | Marcatori |  |

| Arbitro: | Merchiori (Ferrara) |

|  |           |                             |
|  | Marcatori | 53’ L. Castaldo 86’ Ciarcià |

| Arbitro: | Cervellera (Taranto) |

|         |           |                                                |
| Izzo 9’ | Marcatori | 27’ Gonnella 45’ Cozzolino 90+3’ (rig.) Guazzo |

| Arbitro: | Gavillucci (Latina) |

|                          |           |               |
| Cozzolino 36’ Franco 47’ | Marcatori | 90+2’ Emerson |

| Sorrento 29 novembre 2009, ore 14:30 CET 15ª giornata | Sorrento        | 0 – 0 referto | Como | Stadio Italia (595 spett.)\| Arbitro: \| Merlino (Udine) \| |
| Arbitro:                                              | Merlino (Udine) |               |      |                                                             |

| Arbitro: | Giacomelli (Trieste) |

|  |           |               |
|  | Marcatori | 63’ Malacarne |

| Arbitro: | Baratta (Salerno) |

|  |           |               |
|  | Marcatori | 79’ Cozzolino |

#### Girone di ritorno
| Arbitro: | Affinito (Frattamaggiore) |

|                     |           |                |
| Cozzolino 4’ (rig.) | Marcatori | 90+8’ Iacopino |

| Arbitro: | Gambini (Roma) |

|               |           |  |
| Del Sante 26’ | Marcatori |  |

| Arbitro: | Bolano (Livorno) |

|             |           |              |
| Ventola 58’ | Marcatori | 23’ E. Brevi |

| Arbitro: | Lo Castro (Catania) |

|               |           |           |
| Cozzolino 59’ | Marcatori | 48’ Fiale |

| Arbitro: | Di Ciommo (Venosa) |

|                                    |           |               |
| Bondi 24’ Docente 54’ Stamilla 82’ | Marcatori | 42’ Cozzolino |

| Arbitro: | Aversano (Treviso) |

|  |           |                             |
|  | Marcatori | 48’ Fioretti 90+1’ Fanucchi |

| Arbitro: | Fabbri (Ravenna) |

|          |           |  |
| Riva 25’ | Marcatori |  |

| Arbitro: | Sguizzato (Verona) |

|             |           |  |
| Le Noci 56’ | Marcatori |  |

| Como 7 marzo 2010, ore 14:30 CET 26ª giornata | Como             | 0 – 0 referto | Pro Patria | Stadio Giuseppe Sinigaglia (circa 1.500 spett.)\| Arbitro: \| Carbone (Napoli) \| |
| Arbitro:                                      | Carbone (Napoli) |               |            |                                                                                   |

| Arbitro: | Ceccarelli (Terni) |

|                  |           |                                                   |
| Chianese 3’, 74’ | Marcatori | 54’ (rig.) Cozzolino 65’ Filippini 90+1’ Gonnella |

| Arbitro: | Bellutti (Trento) |

|                                   |           |                       |
| Zerzouri 18’ Cozzolino 23’ (rig.) | Marcatori | 4’, 87’ (rig.) Turchi |

| Arbitro: | Tidona (Torino) |

|             |           |              |
| Palermo 14’ | Marcatori | 45’ Zerzouri |

| Arbitro: | Aureliano (Bologna) |

|                                           |           |                |
| Cozzolino 36’, 81’ Filippini 90+2’ (rig.) | Marcatori | 71’ Vicedomini |

| Lumezzane 18 aprile 2010, ore 15:00 CEST 31ª giornata | Lumezzane           | 0 – 0 referto | Como | Nuovo Stadio Comunale (circa 700 spett.)\| Arbitro: \| Zanichelli (Genova) \| |
| Arbitro:                                              | Zanichelli (Genova) |               |      |                                                                               |

| Arbitro: | Di Paolo (Avezzano) |

|                        |           |               |
| Cozzolino 10’ Riva 77’ | Marcatori | 46’ Pignalosa |

| Arbitro: | Barbiero (Vicenza) |

|             |           |  |
| Musetti 57’ | Marcatori |  |

| Arbitro: | Ruini (Reggio Emilia) |

|                            |           |  |
| Cozzolino 60’ Kalambay 75’ | Marcatori |  |

### Coppa Italia
| Arbitro: | De Faveri (San Donà di Piave) |

|                            |           |                 |
| Arma 21’ (rig.) Meloni 39’ | Marcatori | 69’ (rig.) Riva |

### Coppa Italia Lega Pro
| Arbitro: | Tidona (Torino) |

|                                              |                      |                                        |
| González 44’                                 | Marcatori            | 60’ Cozzolino                          |
| Bigeschi Lanteri Cossentino Ledesma González | Tiri di rigore 3 – 4 | Guazzo Salvi Cozzolino Kalambay Franco |

| Arbitro: | Bellutti (Trento) |

|                                                        |           |  |
| Massoni 11’ Garzon 20’ Rantier 25’, 42’ Gómez 71’, 82’ | Marcatori |  |

## Statistiche

### Statistiche di squadra
| Competizione             | Punti | In casa | In casa | In casa | In casa | In casa | In casa | In trasferta | In trasferta | In trasferta | In trasferta | In trasferta | In trasferta | Totale | Totale | Totale | Totale | Totale | Totale | DR  |
| Competizione             | Punti | G       | V       | N       | P       | Gf      | Gs      | G            | V            | N            | P            | Gf           | Gs           | G      | V      | N      | P      | Gf     | Gs     | DR  |
| ------------------------ | ----- | ------- | ------- | ------- | ------- | ------- | ------- | ------------ | ------------ | ------------ | ------------ | ------------ | ------------ | ------ | ------ | ------ | ------ | ------ | ------ | --- |
| Lega Pro Prima Divisione | 40    | 17      | 5       | 7       | 5       | 16      | 17      | 17           | 4            | 6            | 7            | 11           | 17           | 34     | 9      | 13     | 12     | 27     | 34     | -7  |
| Coppa Italia             | -     | 0       | 0       | 0       | 0       | 0       | 0       | 1            | 0            | 0            | 1            | 1            | 2            | 1      | 0      | 0      | 1      | 1      | 2      | -1  |
| Coppa Italia Lega Pro    | -     | 0       | 0       | 0       | 0       | 0       | 0       | 2            | 0            | 1            | 1            | 1            | 7            | 2      | 0      | 1      | 1      | 1      | 7      | -6  |
| Totale                   | -     | 17      | 5       | 7       | 5       | 16      | 17      | 20           | 4            | 7            | 9            | 13           | 26           | 37     | 9      | 14     | 14     | 29     | 43     | -14 |

### Statistiche dei giocatori
Sono in corsivo i calciatori che hanno lasciato la società durante la stagione.
| Giocatore    | Lega Pro Prima Divisione | Lega Pro Prima Divisione | Lega Pro Prima Divisione | Lega Pro Prima Divisione | Coppa Italia | Coppa Italia | Coppa Italia | Coppa Italia | Coppa Italia Lega Pro | Coppa Italia Lega Pro | Coppa Italia Lega Pro | Coppa Italia Lega Pro | Totale   | Totale | Totale      | Totale     |
| Giocatore    | Presenze                 | Reti                     | Ammonizioni              | Espulsioni               | Presenze     | Reti         | Ammonizioni  | Espulsioni   | Presenze              | Reti                  | Ammonizioni           | Espulsioni            | Presenze | Reti   | Ammonizioni | Espulsioni |
| ------------ | ------------------------ | ------------------------ | ------------------------ | ------------------------ | ------------ | ------------ | ------------ | ------------ | --------------------- | --------------------- | --------------------- | --------------------- | -------- | ------ | ----------- | ---------- |
| F. Adobati   | 9                        | 0                        | 2                        | 0                        | 1            | 0            | 0            | 0            | 2                     | 0                     | 0                     | 0                     | 12       | 0      | 2           | 0          |
| K. Agodirin  | 3                        | 0                        | 0                        | 0                        | 0            | 0            | 0            | 0            | 0                     | 0                     | 0                     | 0                     | 3        | 0      | 0           | 0          |
| A. Ardito    | 16                       | 0                        | 1                        | 0                        | 0            | 0            | 0            | 0            | 0                     | 0                     | 0                     | 0                     | 16       | 0      | 1           | 0          |
| D. Balleri   | 2                        | 0                        | 0                        | 0                        | 1            | 0            | 0            | 0            | 0                     | 0                     | 0                     | 0                     | 3        | 0      | 0           | 0          |
| L. Bretti    | 6                        | 0                        | 0                        | 0                        | 0            | 0            | 0            | 0            | 2                     | 0                     | 0                     | 0                     | 8        | 0      | 0           | 0          |
| E. Brevi     | 26                       | 1                        | 10                       | 0                        | 1            | 0            | 1            | 0            | 1                     | 0                     | 0                     | 0                     | 28       | 1      | 11          | 0          |
| O. Brevi     | 5                        | 0                        | 1                        | 0                        | 1            | 0            | 1            | 0            | 1                     | 0                     | 0                     | 0                     | 7        | 0      | 2           | 0          |
| E. Brioschi  | 10                       | 0                        | 3                        | 0                        | 0            | 0            | 0            | 0            | 0                     | 0                     | 0                     | 0                     | 10       | 0      | 3           | 0          |
| G. Bruno     | 21                       | 0                        | 2                        | 0                        | 0            | 0            | 0            | 0            | 2                     | 0                     | 0                     | 0                     | 23       | 0      | 2           | 0          |
| P. Camarata  | 0                        | 0                        | 0                        | 0                        | 0            | 0            | 0            | 0            | 1                     | 0                     | 0                     | 0                     | 1        | 0      | 0           | 0          |
| C. Conti     | 8                        | 0                        | 0                        | 0                        | 0            | 0            | 0            | 0            | 0                     | 0                     | 0                     | 0                     | 8        | 0      | 0           | 0          |
| G. Cozzolino | 33                       | 13                       | 5                        | 0                        | 0            | 0            | 0            | 0            | 1                     | 1                     | 0                     | 0                     | 34       | 14     | 5           | 0          |
| L. Facchetti | 11                       | 0                        | 2                        | 0                        | 1            | 0            | 0            | 0            | 0                     | 0                     | 0                     | 0                     | 12       | 0      | 2           | 0          |
| A. Filippini | 12                       | 2                        | 1                        | 0                        | 0            | 0            | 0            | 0            | 0                     | 0                     | 0                     | 0                     | 12       | 2      | 1           | 0          |
| X. Folini    | 0                        | -0                       | 0                        | 0                        | 0            | -0           | 0            | 0            | 0                     | -0                    | 0                     | 0                     | 0        | -0     | 0           | 0          |
| G. Fragiello | 18                       | 0                        | 1                        | 0                        | 0            | 0            | 0            | 0            | 0                     | 0                     | 0                     | 0                     | 18       | 0      | 1           | 0          |
| M. Franco    | 30                       | 2                        | 9                        | 0                        | 0            | 0            | 0            | 0            | 2                     | 0                     | 0                     | 0                     | 32       | 2      | 9           | 0          |
| N. Gonnella  | 22                       | 2                        | 3                        | 0                        | 0            | 0            | 0            | 0            | 0                     | 0                     | 0                     | 0                     | 22       | 2      | 3           | 0          |
| R. Goretti   | 11                       | 0                        | 3                        | 0                        | 0            | 0            | 0            | 0            | 0                     | 0                     | 0                     | 0                     | 11       | 0      | 3           | 0          |
| M. Guazzo    | 14                       | 2                        | 3                        | 0                        | 0            | 0            | 0            | 0            | 2                     | 0                     | 1                     | 0                     | 16       | 2      | 4           | 0          |
| P. Kalambay  | 16                       | 1                        | 2                        | 0                        | 1            | 0            | 0            | 0            | 1                     | 0                     | 0                     | 0                     | 18       | 1      | 2           | 0          |
| D. Loffredo  | 0                        | -0                       | 0                        | 0                        | 0            | -0           | 0            | 0            | 0                     | -0                    | 0                     | 0                     | 0        | -0     | 0           | 0          |
| R. Maah      | 3                        | 0                        | 1                        | 0                        | 0            | 0            | 0            | 0            | 0                     | 0                     | 0                     | 0                     | 3        | 0      | 1           | 0          |
| C. Maggioni  | 32                       | 0                        | 9                        | 0                        | 1            | 0            | 1            | 0            | 0                     | 0                     | 0                     | 0                     | 33       | 0      | 10          | 0          |
| E. Malatesta | 21                       | -18                      | 1                        | 1                        | 1            | -2           | 0            | 0            | 0                     | -0                    | 0                     | 0                     | 22       | -20    | 1           | 1          |
| J. Mbida     | 7                        | 0                        | 0                        | 0                        | 1            | 0            | 0            | 0            | 2                     | 0                     | 0                     | 0                     | 10       | 0      | 0           | 0          |
| R. Ossouho   | 1                        | 0                        | 0                        | 0                        | 0            | 0            | 0            | 0            | 0                     | 0                     | 0                     | 0                     | 1        | 0      | 0           | 0          |
| N. Pepe      | 0                        | 0                        | 0                        | 0                        | 0            | 0            | 0            | 0            | 1                     | 0                     | 0                     | 0                     | 1        | 0      | 0           | 0          |
| L. Piraccini | 7                        | 0                        | 1                        | 0                        | 0            | 0            | 0            | 0            | 0                     | 0                     | 0                     | 0                     | 7        | 0      | 1           | 0          |
| M. Porro     | 0                        | 0                        | 0                        | 0                        | 0            | 0            | 0            | 0            | 0                     | 0                     | 0                     | 0                     | 0        | 0      | 0           | 0          |
| M. Prandelli | 3                        | 0                        | 0                        | 0                        | 0            | 0            | 0            | 0            | 0                     | 0                     | 0                     | 0                     | 3        | 0      | 0           | 0          |
| A. Preite    | 18                       | 0                        | 3                        | 0                        | 0            | 0            | 0            | 0            | 1                     | 0                     | 0                     | 0                     | 19       | 0      | 3           | 0          |
| R. Riva      | 30                       | 2                        | 8                        | 0                        | 1            | 1            | 0            | 0            | 2                     | 0                     | 0                     | 0                     | 33       | 3      | 8           | 0          |
| R. Rudi      | 10                       | 0                        | 1                        | 0                        | 1            | 0            | 0            | 0            | 2                     | 0                     | 1                     | 0                     | 13       | 0      | 2           | 0          |
| S. Salvi     | 32                       | 0                        | 6                        | 1                        | 1            | 0            | 0            | 0            | 2                     | 0                     | 0                     | 0                     | 35       | 0      | 6           | 1          |
| S. Sehic     | 0                        | 0                        | 0                        | 0                        | 1            | 0            | 0            | 0            | 0                     | 0                     | 0                     | 0                     | 1        | 0      | 0           | 0          |
| A. Terraneo  | 7                        | 0                        | 0                        | 0                        | 1            | 0            | 0            | 0            | 1                     | 0                     | 0                     | 0                     | 9        | 0      | 0           | 0          |
| M. Zappino   | 15                       | -16                      | 1                        | 1                        | 0            | -0           | 0            | 0            | 2                     | -7                    | 0                     | 0                     | 17       | -23    | 1           | 1          |
| R. Zerzouri  | 12                       | 2                        | 1                        | 0                        | 0            | 0            | 0            | 0            | 0                     | 0                     | 0                     | 0                     | 12       | 2      | 1           | 0          |